# Água de Oceano
Água de Oceano é uma canção da dupla sertaneja Victor & Leo, presente no quarto álbum deles Boa Sorte Pra Você. A canção possui uma versão reggae, também presente no álbum e foi lançada como segundo single nas rádios em 2011.

## Recepção
Mauro Ferreira do Notas Musicais recebeu a canção, positivamente, dizendo que : "Água de Oceano, reapresentada ao fim do CD em andamento de reggae é boa e sem apelações radiofônicas".

## Divulgação
A dupla cantou a canção no Especial de Natal da Xuxa em 2010 na versão "reggae". No dia 10 de maio de 2011, a dupla cantou a canção no programa da Hebe na Rede TV.

## Videoclipe
O videoclipe foi lançado no dia 16 de maio de 2011 no YouTube e conta com a dupla cantando a canção em um palco e também cenas de uma praia.

## Desempenho nas Paradas
Atingiu a posição #4 na Billboard Brasil e #9 na parada Hot 100 Brasil.

## Paradas
| Paradas (2011)               | Melhor posição |
| ---------------------------- | -------------- |
| BR Billboard Hot 100 Airplay | 4              |
| Hot 100 Brasil               | 9              |

1. ↑  Som do Rádio: Indicação: Victor & Leo: Agua de Oceano Som do Rádio Acessado em 2011
2. ↑  Inspirados, Victor & Leo criam sertão pop e feliz em 'Boa Sorte pra Você' Notas Musicais Acessado em 2011
3. ↑  «Xuxa Especial de Natal - Vitor e Leo - Agua de Oceano / Borboletas». Consultado em 13 de maio de 2011. Arquivado do original em 3 de março de 2016
4. ↑  A dupla sertaneja Victor e Leo apresenta seus sucessos e conversa no sofá de Hebe sobre a carreira e o documentário que será lançado sobre a trajetória da dupla.
5. ↑  Victor & Leo: Agua de Oceano (Videoclipe)
6. ↑  «Brasil Hot 100 Airplay». BBP. Billboard Brasil. 19. 100 páginas. Junho de 2011. 977-217605400-2